# Rufus Scrimgeour
Rufus Scrimgeour je ministar magije u filmu Harry Potter i Princ miješane krvi (HP 6). Originalno se pridružio ministarstvu magije kao auror, gdje je postao veteran, boreći se s Tamnim čarobnjacima. Naposljetku je postao ravnatelj aurorskog ureda. Tijekom Drugoga čarobnjačkog rata postao je ministar magije, naslijedivši 1996. godine Corneliusa Fudgea. Dok se činio čvrstim i odlučnim u borbi protiv Lorda Voldemorta, napravio je istu pogrešku kao i njegov predhodnik Cornelius Fudge: stvorio je lažan osjećaj sigurnosti i tako olakšao posao Smrtonošama u preuzimanju Ministarstva. Scrimgeoura je u filmu Harry Potter i Darovi smrti 1. dio (2010.) glumio Bill Nighy.

## Životopis

### Rani život
Rođen je na engleskim otocima, najvjerojatnije u Škotskoj. Polazio je Školu vještičarenja i čarobnjaštva Hogwarts, te je završio svoju edukaciju s najmanje 5 O.Č.I.-ju, s najvišim ocjenama "Odlično" ili "Iznad očekivanja". Poslije svoga sedamnaestog rođendana pridružio se Ministarstvu magije i nakon niza zahtjevnih testiranja postao članom Aurorskog ureda.

### Ravnatelj Aurorskog ureda (1990. – 1996.)
Nakon što je neko vrijeme bio auror, postao je ravnatelj Aurorskog ureda, gdje je radio uz Johna Dawlisha, Nymphadoru Tonks i Kingsleya Shacklebolta. Često je ispitivao Tonks i Kingsleya o prebivanjima Siriusa Blacka, jer su oni bili zaduženi za njegov pronalazak nakon Siriusova bijega iz čarobnjačkog zatvora Azkabana.

### Drugi čarobnjački rat (ministar magije)
Budući da je u "bitci u Odjelu tajni" Voldemortov povratak i javno potvrđen te ga više nije bilo moguće osporavati, Cornelius Fudge je – kako je napisao Odgonetač – "istjeran iz svog ureda". Umjesto Fudgea, ministar je postao Rufus Scrimgeour, a umjesto njega na mjesto ravnatelja Aurorskog ureda postavljen je Gawain Robards. 
Iako na prvi pogled sposobniji od Fudgea, Scrimgeour se odlučio za istu taktiku kao i njegov predhodnik: ljepota, a ne istina. Također, kao i Fudge nije odviše vjerovao Albusu Dumbledoreu, pa je postavio Aurora Johna Dawlisha da prati Dumbledorea ne bi li saznao kamo ovaj ide za vrijeme dok ga nema u školi. To je rezultiralo time da je Dawlish bio ureknut, pa je završio u Svetom Mungu. 
Scrimgeour je kao ministar naredio uhićenje Stana Shunpikea, konduktera u Moćnom autobusu, kako bi narod dobio dojam da Ministarstvo aktivno traži i uhićuje Smrtonoše, iako je Harryju bilo očito da Stan nije Smrtonoša nego je samo blesav.
Scrimgeour se svađao s Albusom Dumbledoreom oko upotrebe Harryja Pottera (Izabranog) kao maskote Ministarstva u svrhu podizanja morala.
Na Božić 1996., koji je Harry proveo u Jazbini, posjetio ih je Scrimgeour zajedno s Percyjem Weasleyjem. Scrimgeour je tim posjetom htio dobiti odgovore na pitanja o Dumbledoreovim radnjama, pa je "posudio" Harryja za šetnju vrtom. Tijekom šetnje, ministar je Harryju rekao da bi mu Ministarstvo bilo zahvalno ako bi surađivao s njima. Harry je, zapanjen ministrovim hipokriticizmom, odbio daljnju suradnju s Ministarstvom. Scrimgeour ga je tom prilikom nazvao "Dumbledoreovim čovjekom do srži".
Nakon smrti Albusa Dumbledorea, ministar je nekoliko dana ostao u dvorcu kako bi mogao prisustvovati Dumbledoreovu pogrebu. Tijekom pogreba sjedio je u prednjem redu, zajedno s Minervom McGonagall. Poslije pogreba još je jednom pokušao Harryja uvjeriti da bude na strani Ministarstva, što je Harry opet odbio.
Scrimgeour se ponovno susreo s Harryjem tijekom proslave Harryjeva rođendana, mjesec dana nakon Dumbledoreove smrti, kako bi Harryju, Ronu i Hermioni predao predmete iz Dumbledoreove oporuke. Dok im je predavao oporuku, bombardirao ih je pitanjima kako bi otkrio Dumbledoreove namjere. Došlo je skoro do duela, koji je prekinut ulaskom gospodina i gospođe Weasley u sobu, jer su čuli povišene glasove. Tijekom tog posljednjeg susreta, Harryju je ministar izgledao prilično ostarjelo, a sve kao rezultat stresa zbog pokušaja da ponovno uspostavi kontrolu nad čarobnjačkim svijetom koji je bio u stanju otvorenog rata protiv Lorda Voldemorta.

### Smrt
Sljedeći dan, 1. kolovoza 1997. Smrtonoše su uspješno preoteli Ministarstvo magije jer su, zahvaljujući kletvi Imperius, pod svojom kontrolom imali visoke dužnosnike Ministarstva. Rezultat toga je Scrimgourevo utamničenje i smrt. Prije no što ga je ubio, Lord Voldemort ga je mučio kako bi saznao prebivalište Harryja Pottera. Iako je znao gdje je Harry, u svojim posljednjim trenutcima to nije rekao Voldemortu, čak ni nakon mučenja kletvom Cruciatus. Budući da nije dobio informaciju koju je zatražio, Voldemort je Scrimgeoura hladnokrvno ubio. Tako je ipak, na kraju svog života, Scrimgeour postao heroj kakvim je trebao biti od početka.

## Vanjske poveznice
- Harry Potter Wiki: Rufus Scrimgeour (engl.)
- IMDb: Minister Rufus Scrimgeour (Character)  Arhivirana inačica izvorne stranice od 17. lipnja 2015. (Wayback Machine)